# Ostružnica
Ostružnica (in serbo Остружница?) è un quartiere suburbano della capitale serba di Belgrado. Si trova nel comune di Čukarica a Belgrado.

## Posizione
Ostružnica si trova sulla riva destra del fiume Sava, alla foce dell'Ostružnička reka, quatttordici km a sud-ovest di Belgrado, a sud dell'isola Ada Ciganlija.

## Storia

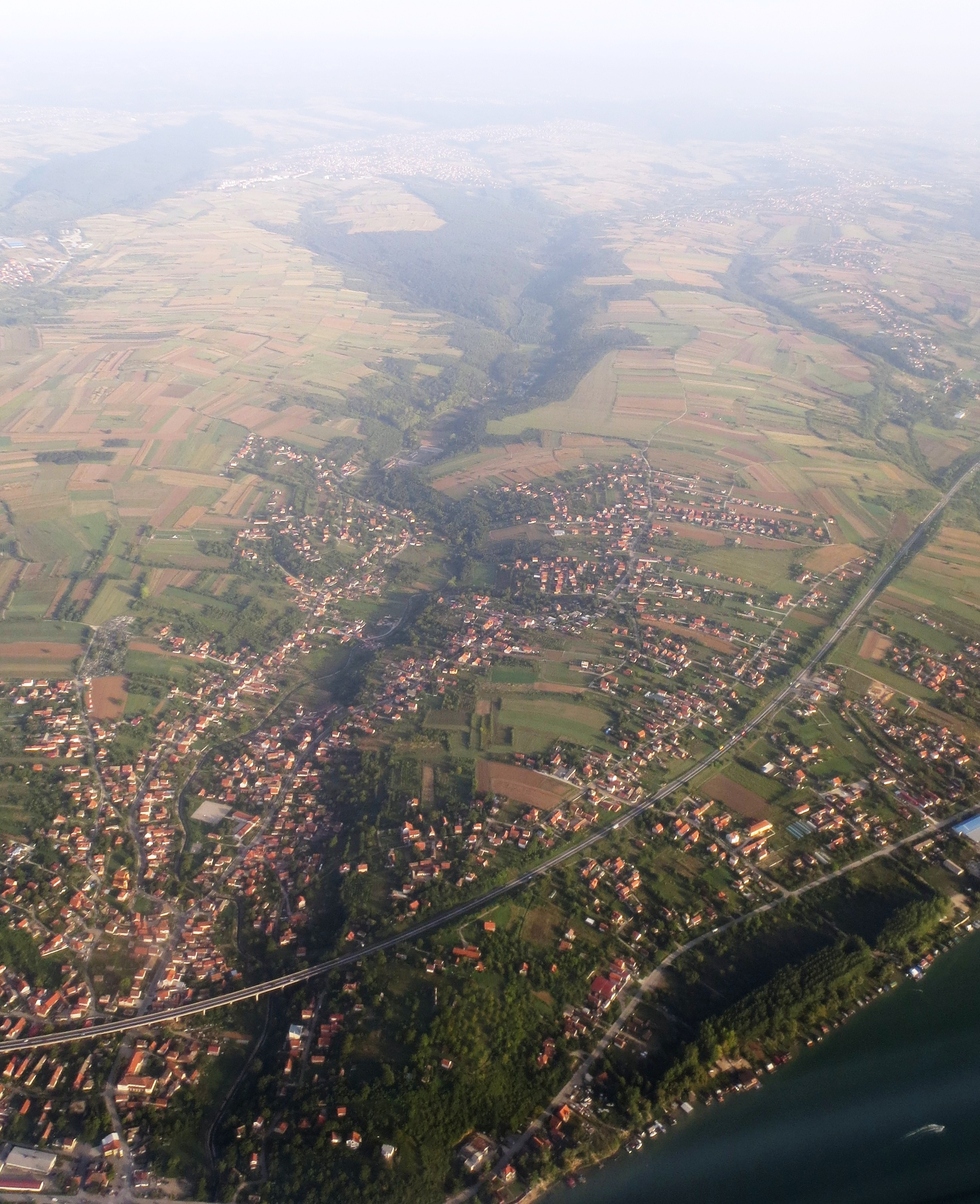
Vista aerea di Ostružnica

L'area di Ostružnica era la sede del Ponte Lungo, il primo ponte permanente nella storia di Belgrado. Poiché il lato opposto, quello sirmiano, al di là del Sava, all'epoca era una vasta palude (la moderna Novi Beograd), il ponte non si fermava sulla riva ma continuava per un certo tratto sopra la palude. Per questo motivo la gente lo chiamava anche Ponte sopra la palude (Most preko močvare). Il ponte fu costruito dagli austriaci per aiutarli a prendere dagli ottomani Belgrado, durante l'assedio di Belgrado del 1688. Secondo i documenti, l'esperto artigiano belgradese Đorđević "in un solo mese, con l'aiuto dei suoi 400 operai, costruì il Ponte Lungo, utilizzando 2.000 tronchi d'albero, 1.100 pali di legno, 15.500 fasci di palizzate e 12.000 picchetti di palizzata". Proprio accanto ad esso, un po' più vicino all'isola di Ada Ciganlija, gli austriaci costruirono un altro, classico ponte di barche, che "si appoggiava al Ponte Lungo".
Doljani è un antico insediamento che si trovava nella parte superiore del ruscello Doljanski potok, tra i villaggi di Velika Moštanica, Meljak e Sremčica, appena a sud dell'odierna Ostružnica. È opinione diffusa che Doljani sia stata spopolata durante la prima rivolta serba, da parte di Karađorđe a causa della peste. In quel periodo si trasferì a Ostružnica Aćim Doljanac, stretto collaboratore di Karađorđe e capostipite della famiglia Doljančević.
Durante la prima rivolta serba, Karađorđe, il leader della ribellione, convocò la primissima assemblea nazionale della Serbia a Ostružnica dal 24 al 28 aprile 1804.

## Economia e infrastrutture
Ostružnica ha la propria stazione ferroviaria sulla ferrovia merci interna di Belgrado Batajnica–Surčin–Ostružnica–Železnik–Resnik, poiché a Ostružnica la Sava è attraversata dal ponte ferroviario. È collegato alla principale stazione ferroviaria merci di Belgrado e allo scalo di smistamento di Belgrado a Makiš.
Il nuovo ponte stradale di Ostružnica, nelle fasi finali della costruzione, fu bombardato durante gli attacchi aerei della NATO contro la Jugoslavia nel 1999 e fu terminato solo nel 2005. Rappresenta una delle sezioni principali della tangenziale di Belgrado.
All'uscita da Ostružnica in direzione Umka si trova il piccolo quartiere Tarolit, che prende il nome dall'antica fabbrica. Situata sulla riva del letto del fiume Sava, tra l'acqua e la vecchia strada di Obrenovac, viene regolarmente allagata durante i livelli alti della Sava. Nel febbraio 2022 è stato annunciato che i residenti sarebbero stati reinsediati in altre parti di Ostružnica.
La chiesa di San Nicola fu costruita nel 1833 come donazione del principe regnante Miloš Obrenović. Fu costruita sulla sommità della collina dove si tenne la prima assemblea nazionale nel 1804. La chiesa fu dichiarata monumento culturale nel 1969.

## Società
Ostružnica è classificata come un insediamento urbano, con un conteggio della popolazione altalenante.
A Ostružnica vivono 3.207 residenti adulti e l'età media della popolazione è di 39,9 anni (38,9 per gli uomini e 40,9 per le donne). Ci sono 1219 famiglie nell'insediamento e il numero medio di membri per famiglia è 3,22.
Questo insediamento è in gran parte popolato da serbi (secondo il censimento del 2002).

### Evoluzione demografica
Abitanti censiti

## Trasporti
Ostružnica è raggiungibile con le seguenti linee di trasporto pubblico (GSP):
- Linea 91: Beograd na vodi — Ostružnica /Novo naselje;[10]
- Linea 92: Beograd na vodi — Osružnica /Karaula;[11]
- Linea 551: Beograd na vodi — Sremčica;[12]
- Linea 553: Beograd na vodi – Rucka.[13]

## Galleria d'immagini

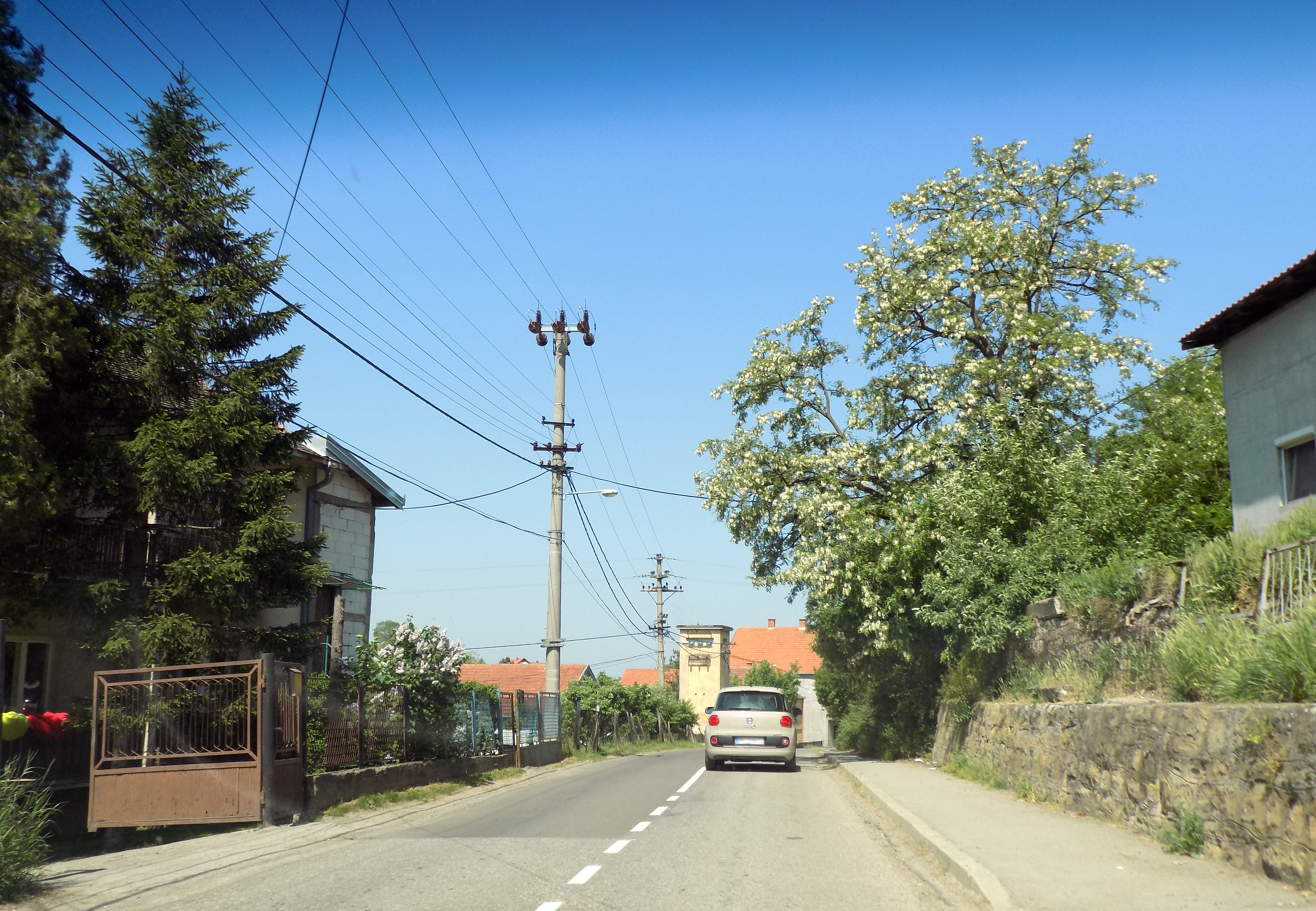
Ingresso del quartiere.
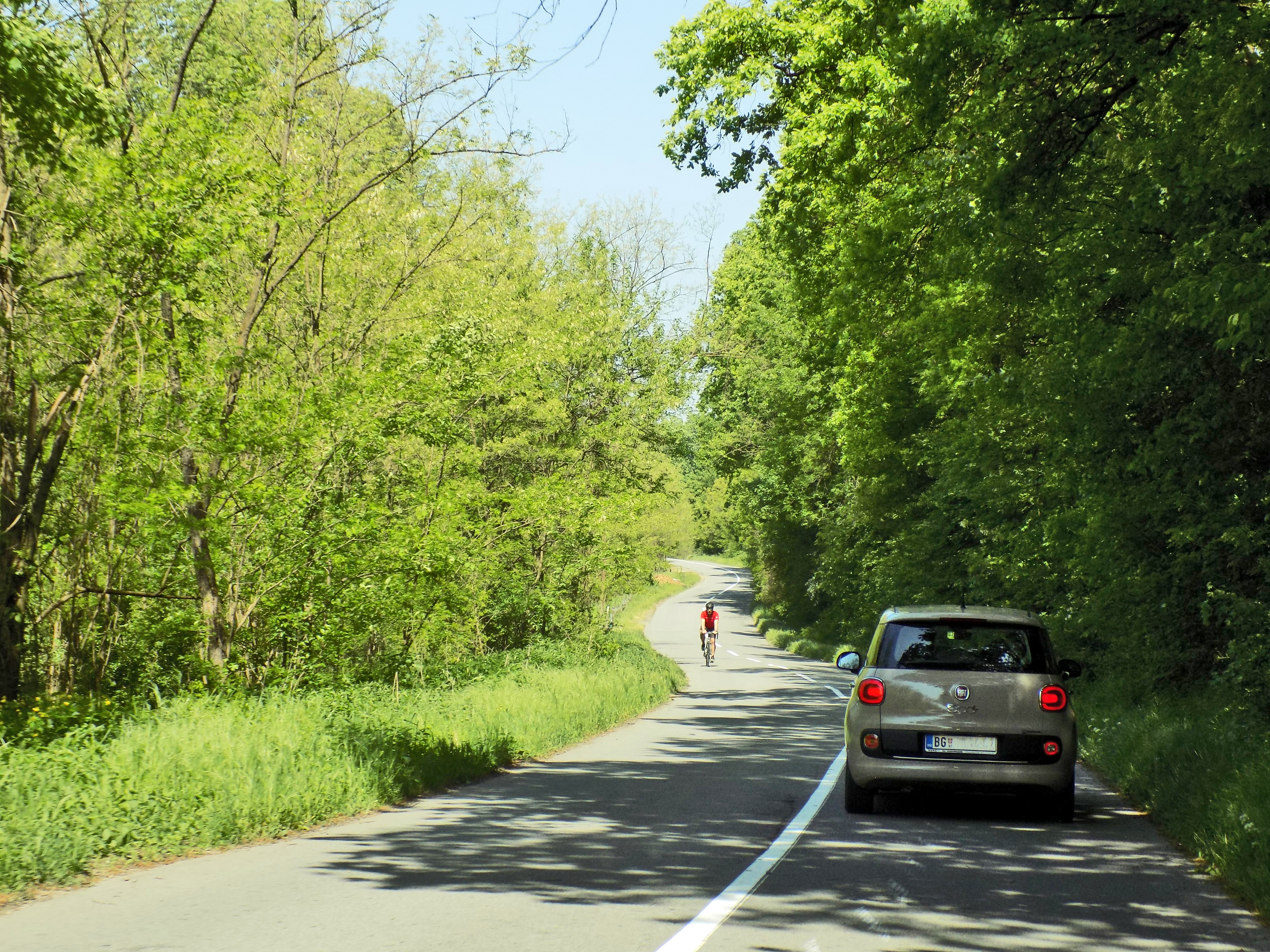
Strada per Ostružnica da Žarkovo.
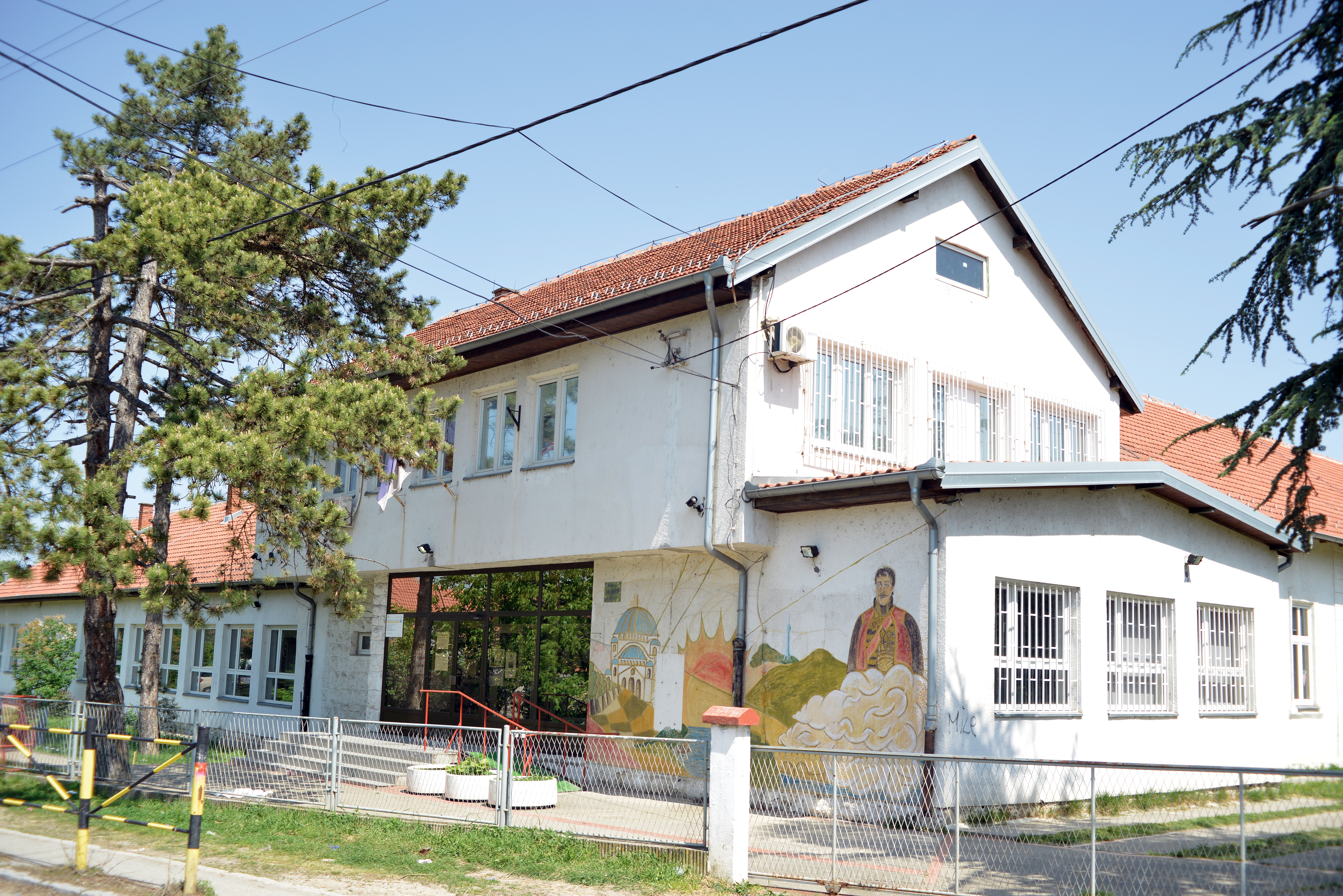
Scuola elementare a Ostružnica, fondata il 16 luglio 1805.
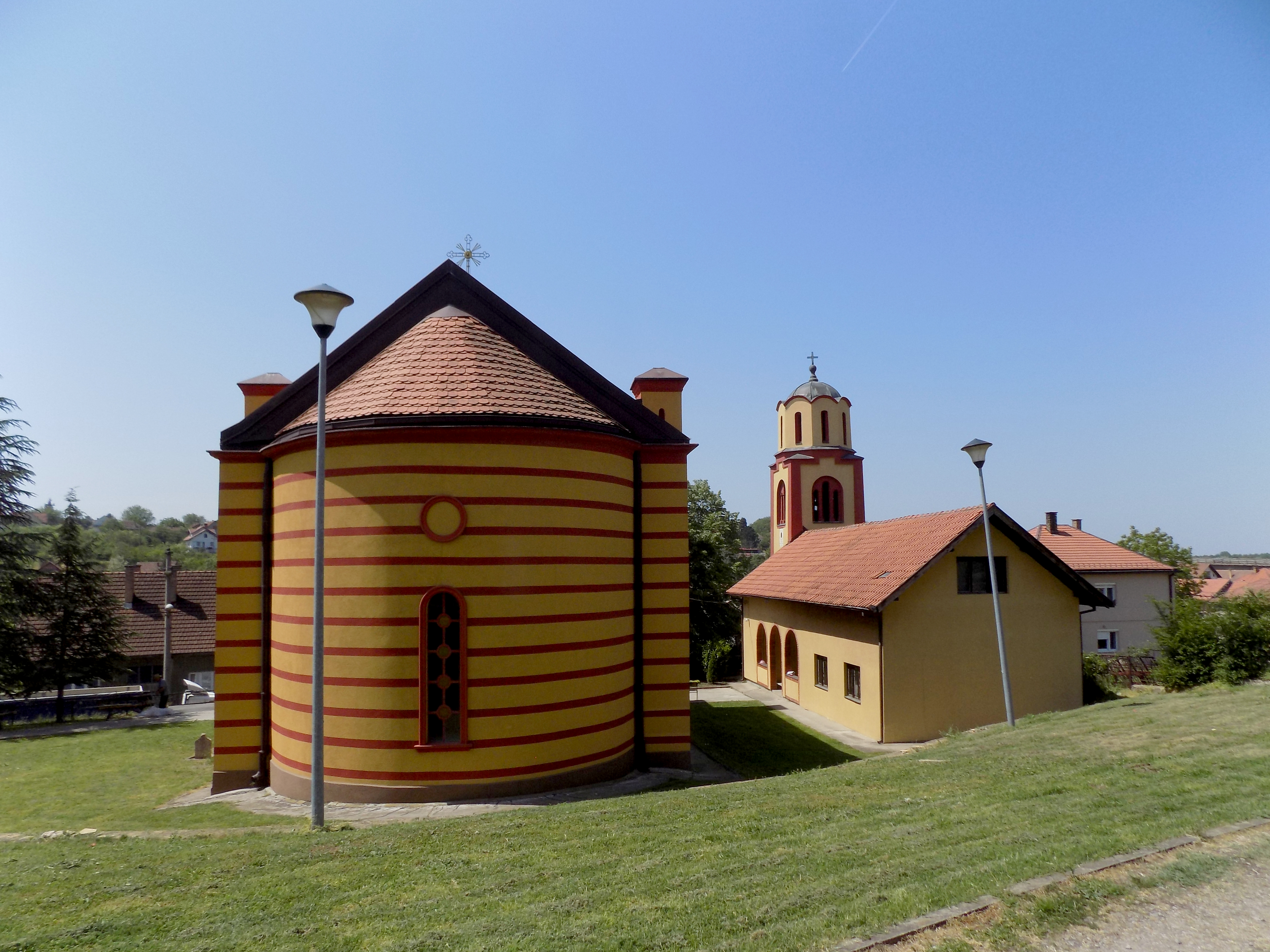
Chiesa di San Nicola a Ostružnica.
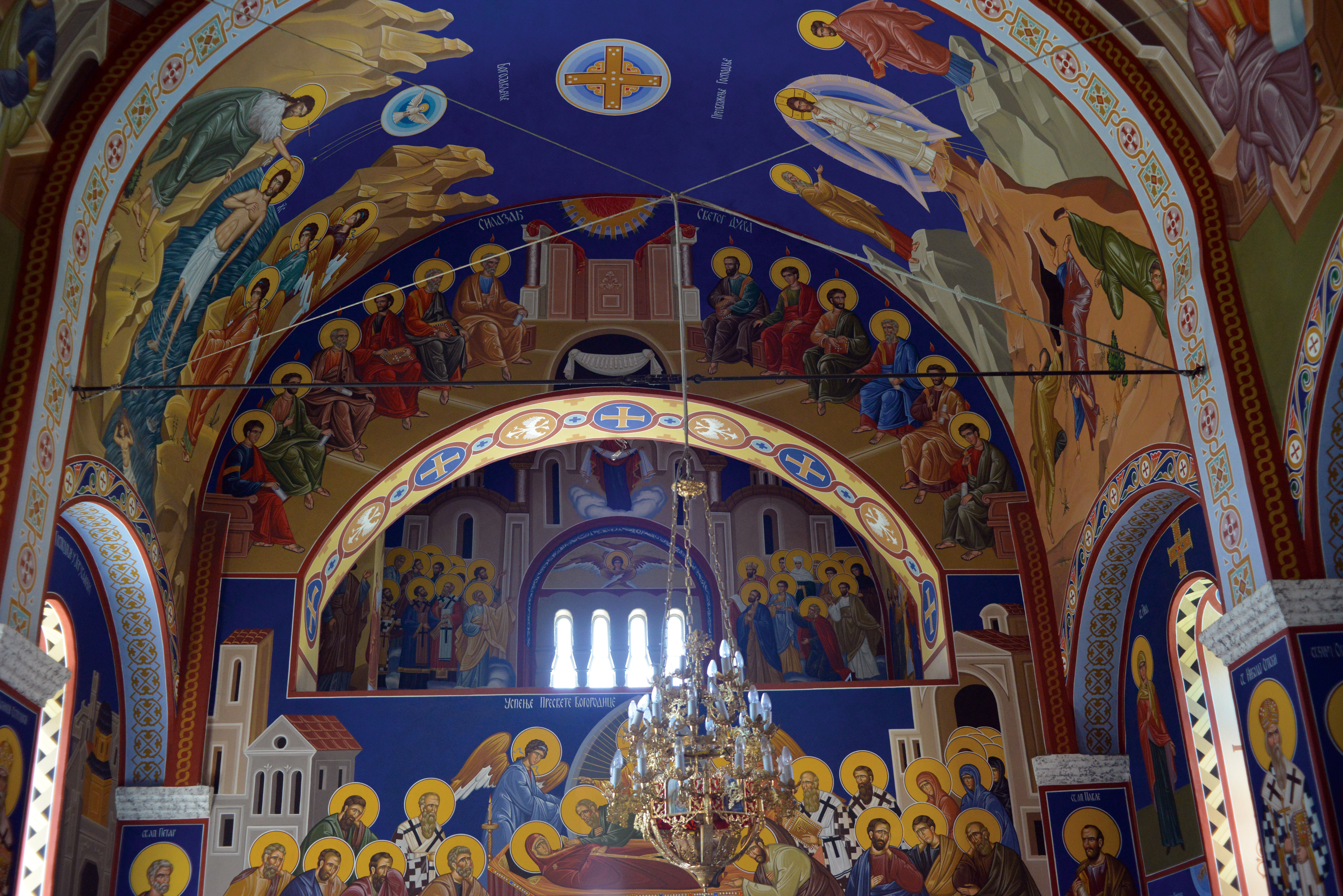
Interni della Chiesa di San Nicola.
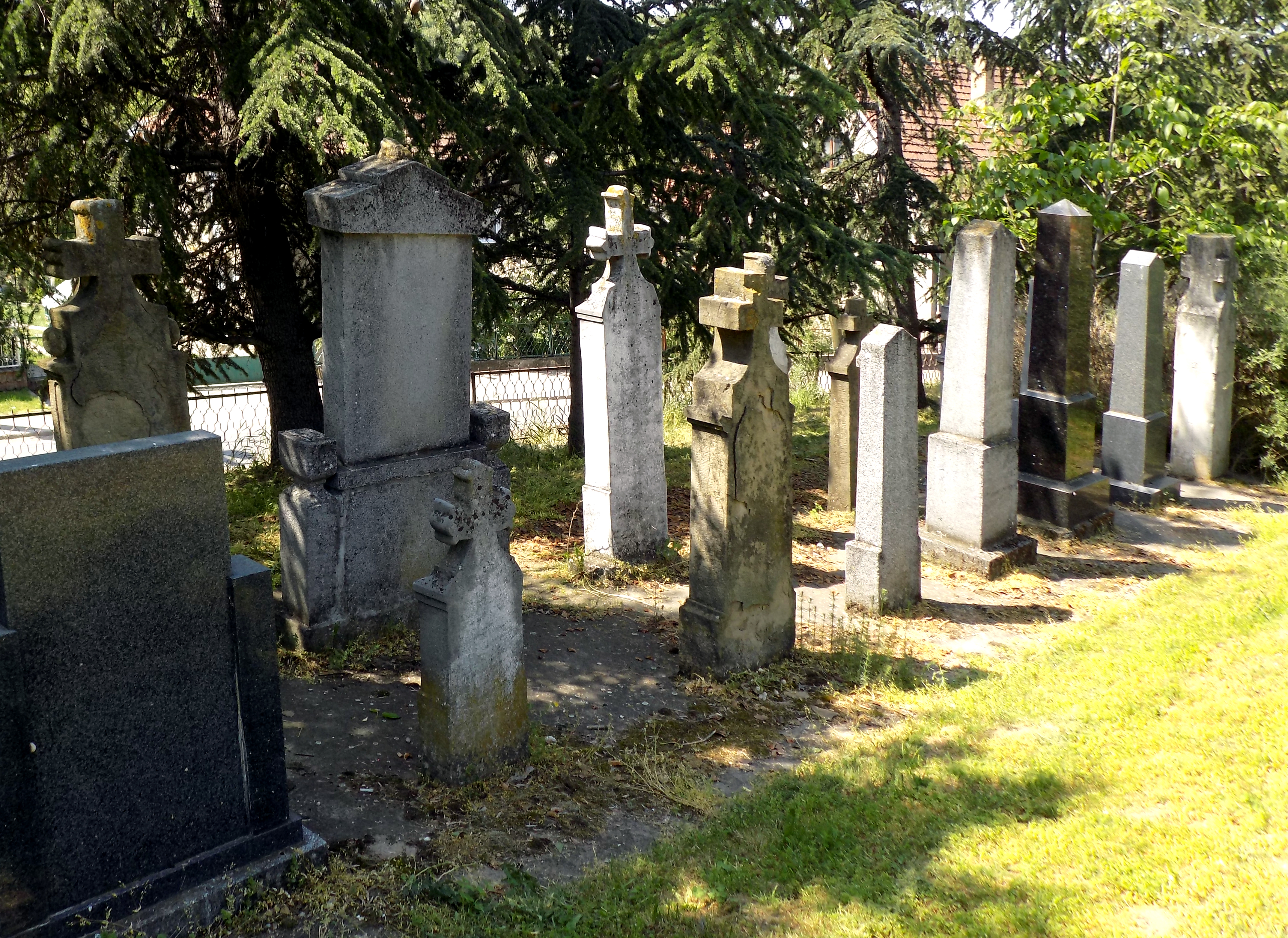
Vecchio cimitero accanto alla chiesa.
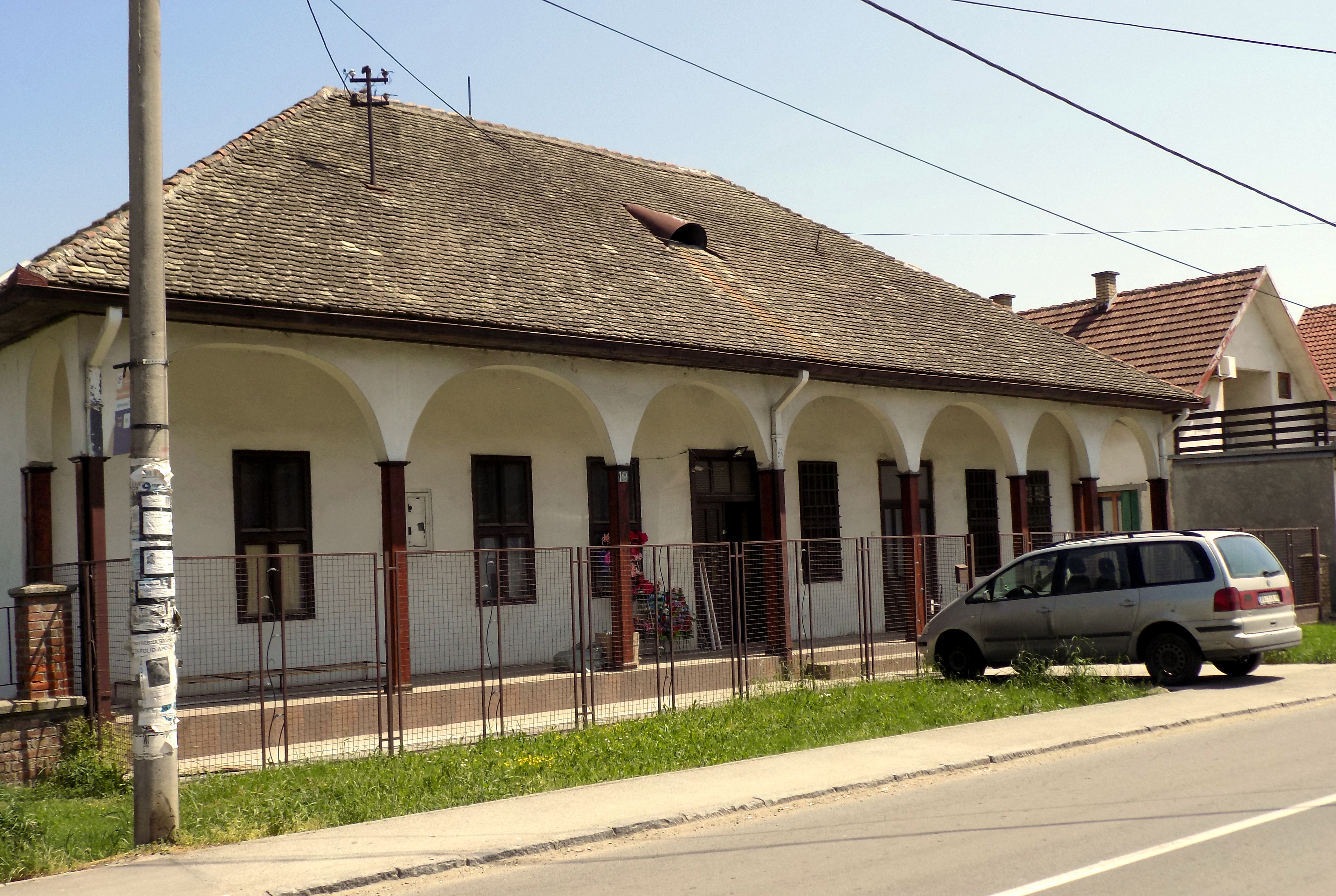
La taverna di Janić, monumento culturale del quartiere.